# Margarita Betova
Margarita Melikovna Gasparjan, coniugata Betova (in russo Маргарита Меликовна Гаспарян?; Mosca, 1º settembre 1994), è una tennista russa.
Figlia di un piccolo imprenditore armeno e di una parrucchiera russa, Margarita ha raggiunto il suo best ranking il 15 febbraio 2016, salendo fino alla posizione 41 nella classifica WTA. La migliore posizione nel doppio invece, l'ha raggiunta il 6 giugno 2016 (25ª). Allenata da Ganiev Timur e dall'ex giocatrice Elena Makarova, ha iniziato a giocare all'età di 5 anni. 
Margarita è tra le poche giocatrici ad usare il rovescio ad una mano, colpo difficile da vedere nel tennis femminile per via della forza esplosiva richiesta.

## Carriera

### 2012
Il 2012 è stato per Margarita un ottimo anno, la russa ha infatti vinto 4 titoli in singolare in tornei che appartenevano alla categoria 25K della ITF. Per problemi nei costosi spostamenti, tutti i tornei vinti sono stati giocati su territorio russo. Riceve una wildcard per il torneo moscovita Kremlin Cup ma perde in tre set contro Lucie Šafářová.

### 2013
Nel 2013 Margarita non si è ripetuta ed ha anche giocato poco, ma è stata comunque convocata per la Fed Cup, la prima volta contro il Giappone, senza però scendere in campo e poi, contro l'Italia scendendo in campo nel doppio insieme a Irina Chromačëva, le due hanno perso ma il risultato era già deciso a favore dell'Italia, dopo la sconfitta di Alisa Klejbanova contro Sara Errani, la loro sconfitta è stata così ininfluente per le sorti della Russia.

### 2014
Nel 2014 partecipa ai tornei ITF e trionfa in una sola evenienza, a Sharm el-Sheikh, battendo in finale Elitsa Kostova molto nettamente.
Nei tornei WTA riesce a partecipare una sola volta nel main-draw. Questo accade a Tashkent, quando, superando le qualificazioni, viene eliminata al primo turno da Vol'ha Havarcova. Sempre a Tashkent, nel doppio, raggiunge la prima finale WTA ma, insieme alla compagna Panova, vengono sconfitte nettamente da Aleksandra Krunić e Kateřina Siniaková, per 6-2 6-1.
A settembre, cerca di qualificarsi per gli US Open ma viene sconfitta all'esordio dalla connazionale Alexandra Panova, per 7-6(3) 2-6 6-2.
Chiude l'anno alla posizione numero 217.

### 2015: il primo titolo WTA
Nel 2015 vince 3 tornei ITF ed entra tra le prime 200 del ranking. A maggio partecipa alle qualificazioni dell'Open di Francia, e, per la prima volta in carriera, riesce ad entrare nel tabellone principale di uno slam. Al primo turno trova la croata Ana Konjuh, che la batte nettamente per 6-4 6-1. A Birmingham non riesce a passare le quali. A Wimbledon riesce invece ad entrare nel main-draw ma viene nuovamente sconfitta al primo turno da Serena Williams, per 6-4 6-1. All'Istanbul Cup si qualifica senza perdere set e al primo turno trova la testa di serie numero 8, Cvetana Pironkova. Margarita ottiene il primo set 6-0 ma non basta per vincere, poiché la bulgara vince il secondo al tie-break il secondo (7 punti a 4) e nel terzo set annulla 2 match-point alla russa e vince il tie-break decisivo per 7 punti a 3.
A Baku, batte al primo turno la terza testa di serie del tabellone, Dominika Cibulková, per 6-3 7-5. Al secondo turno piazza un doppio 6-4 alla cinese Zhaoxuan Yang mentre ai quarti vince il derby su Evgenija Rodina, per 6-3 6-2. In semifinale affronta la testa di serie numero 2, Karin Knapp. Gasparjan vince il primo set 6-3; il secondo va a Karin, che rimonta uno svantaggio di 3-0, conquistando poi il parziale 7-5. Nel terzo, la russa recupera un break di svantaggio e trova un secondo break che la porta a servire per l'incontro e chiudere 6-3. Raggiunge dunque la prima finale WTA della carriera, nella quale sfida la qualificata rumena Patricia Maria Tig, anche lei alla ricerca del primo titolo WTA in carriera. Il primo set è equilibrato fino al 3-2 per la russa, che poi strappa il servizio e va 4-2 avanti. La reazione di Patricia è immediata, poiché trova subito il contro-break, fuorché perdere nuovamente il servizio. Gasparjan si porta così avanti 5-3 e chiude al primo set point, conquistando il parziale 6-3. Nel secondo c'è nuovamente equilibrio nei primi giochi fino al 3-3: la moscovita si porta in vantaggio di un break ma Tig si riprende il contro-break. Questa situazione si trascina fino al 5-5, quando la rumena tiene il servizio e nel 12º gioco strappa la battuta all'avversaria, ottenendo il set per 7-5. Dopo questi set molto tirati, il terzo è un monologo di Margarita, la quale strappa tre volte il servizio a Patricia e chiude con un perentorio 6-0, in poco più di 2 ore e mezza. La Gasparjan vince così il suo primo alloro WTA della carriera. La russa conquista qualche ora dopo anche il titolo di doppio, sempre con la Panova, battendo in finale Vitalija D'jačenko e Ol'ha Savčuk per 6-3 7-5. Grazie a questo risultato, Gasparjan ottiene il suo best-ranking, issandosi fino al n°71 del mondo.

## Vita privata
Sposata con il tennista bielorusso Sergey Betov, dal 2021 ha ufficialmente adottato il cognome del marito; la coppia ha un figlio.

## Statistiche

### Singolare

#### Vittorie (2)
| Legenda               | Legenda      |
| --------------------- | ------------ |
| Grande Slam (0)       |              |
| Ori Olimpici (0)      |              |
| WTA Finals (0)        |              |
| WTA Elite Trophy (0)  |              |
| Dal 2009 al 2020      | Dal 2021     |
| Premier Mandatory (0) | WTA 1000 (0) |
| Premier 5 (0)         | WTA 1000 (0) |
| Premier (0)           | WTA 500 (0)  |
| International (2)     | WTA 250 (0)  |

| N. | Data              | Torneo                  | Superficie | Avversaria in finale | Punteggio     |
| 1. | 2 agosto 2015     | Baku Cup, Baku          | Cemento    | Patricia Maria Tig   | 6-3, 5-7, 6-0 |
| 2. | 29 settembre 2018 | Tashkent Open, Tashkent | Cemento    | Anastasija Potapova  | 6-2, 6-1      |

#### Sconfitte (1)
| Legenda              |
| -------------------- |
| Grande Slam (0)      |
| Argenti Olimpici (0) |
| WTA Finals (0)       |
| WTA Elite Trophy (0) |
| Dal 2021             |
| WTA 1000 (0)         |
| WTA 500 (1)          |
| WTA 250 (0)          |

| N. | Data          | Torneo                                        | Superficie  | Avversaria in finale | Punteggio      |
| 1. | 21 marzo 2021 | St. Petersburg Ladies Trophy, San Pietroburgo | Cemento (i) | Dar'ja Kasatkina     | 3-6, 1-2, rit. |

### Doppio

#### Vittorie (4)
| Legenda               | Legenda      |
| --------------------- | ------------ |
| Grande Slam (0)       |              |
| Ori Olimpici (0)      |              |
| WTA Finals (0)        |              |
| WTA Elite Trophy (0)  |              |
| Dal 2009 al 2020      | Dal 2021     |
| Premier Mandatory (0) | WTA 1000 (0) |
| Premier 5 (0)         | WTA 1000 (0) |
| Premier (1)           | WTA 500 (0)  |
| International (3)     | WTA 250 (0)  |

| N. | Data            | Torneo                                        | Superficie  | Compagna           | Avversarie in finale             | Punteggio        |
| 1. | 2 agosto 2015   | Baku Cup, Baku                                | Cemento     | Aleksandra Panova  | Vitalija D'jačenko Ol'ha Savčuk  | 6-3, 7-5         |
| 2. | 3 ottobre 2015  | Tashkent Open, Tashkent                       | Cemento     | Aleksandra Panova  | Vera Duševina Kateřina Siniaková | 6-1, 3-6, [10-3] |
| 3. | 29 aprile 2016  | Sparta Prague WTA, Praga                      | Terra rossa | Andrea Hlaváčková  | María Irigoyen Paula Kania       | 6-4, 6-2         |
| 4. | 3 febbraio 2019 | St. Petersburg Ladies Trophy, San Pietroburgo | Cemento (i) | Ekaterina Makarova | Anna Kalinskaja Viktória Kužmová | 7-5, 7-5         |

#### Sconfitte (2)
| Legenda               | Legenda      |
| --------------------- | ------------ |
| Grande Slam (0)       |              |
| Argenti Olimpici (0)  |              |
| WTA Finals (0)        |              |
| WTA Elite Trophy (0)  |              |
| Dal 2009 al 2020      | Dal 2021     |
| Premier Mandatory (0) | WTA 1000 (0) |
| Premier 5 (0)         | WTA 1000 (0) |
| Premier (0)           | WTA 500 (0)  |
| International (2)     | WTA 250 (0)  |

| N. | Data              | Torneo                     | Superficie | Compagna          | Avversarie in finale                     | Punteggio        |
| 1. | 13 settembre 2014 | Tashkent Open, Tashkent    | Cemento    | Aleksandra Panova | Aleksandra Krunić Kateřina Siniaková     | 2-6, 1-6         |
| 2. | 23 agosto 2019    | NYJTL Bronx Open, New York | Cemento    | Monica Niculescu  | Darija Jurak María José Martínez Sánchez | 5-7, 6-2, [7-10] |

## Circuito WTA 125

### Doppio

#### Sconfitte (1)
| N. | Data             | Torneo                                 | Superficie  | Compagna           | Avversarie in finale             | Punteggio        |
| 1. | 15 novembre 2015 | Open GDF Suez Région Limousin, Limoges | Cemento (i) | Oksana Kalašnikova | Barbora Krejčíková Mandy Minella | 6-1, 5-7, [6-10] |

## Statistiche ITF

### Singolare

#### Vittorie (9)
| Torneo $100.000 (1) |
| Torneo $80.000 (0)  |
| Torneo $75.000 (0)  |
| Torneo $60.000 (0)  |
| Torneo $50.000 (1)  |
| Torneo $25.000 (8)  |
| Torneo $15.000 (0)  |
| Torneo $10.000 (0)  |

| N. | Data              | Torneo                                          | Superficie    | Avversaria in finale | Punteggio        |
| 1. | 25 marzo 2012     | Spring Cup, Mosca                               | Sintetico (i) | Ljudmyla Kičenok     | 6-0, rit.        |
| 2. | 5 maggio 2012     | 130 years of IOPS, Mosca                        | Cemento (i)   | Çağla Büyükakçay     | 6-3, 4-6, 6-1    |
| 3. | 20 maggio 2012    | Summer Cup, Mosca                               | Terra rossa   | Dar'ja Gavrilova     | 4-6, 6-4, 7-6(2) |
| 4. | 21 settembre 2012 | Mari El Republic Cup, Joškar-Ola                | Cemento       | Nadežda Kičenok      | 7-5, 7-6(3)      |
| 5. | 16 novembre 2013  | Pavlov Cup, Minsk                               | Cemento (i)   | Anastasyja Vasyl'eva | 6-4, 6-4         |
| 6. | 2 novembre 2014   | Jolie Ville Golf Women's, Sharm el-Sheikh       | Cemento       | Elica Kostova        | 6-3, 6-0         |
| 7. | 1º febbraio 2015  | Open GDF SUEZ 42, Andrézieux-Bouthéon           | Cemento (i)   | Elica Kostova        | 6-4, 6-4         |
| 8. | 22 febbraio 2015  | Winter Moscow Open, Mosca                       | Cemento (i)   | Karine Sarkisova     | 6-0, 6-4         |
| 9. | 4 aprile 2015     | Open GDF Suez Seine-et-Marne, Croissy-Beaubourg | Cemento (i)   | Mathilde Johansson   | 6-3, 6-4         |

#### Sconfitte (2)
| Torneo $100.000 (1) |
| Torneo $80.000 (0)  |
| Torneo $75.000 (0)  |
| Torneo $60.000 (0)  |
| Torneo $50.000 (0)  |
| Torneo $25.000 (1)  |
| Torneo $15.000 (0)  |
| Torneo $10.000 (0)  |

| N. | Data           | Torneo                                                      | Superficie  | Avversaria in finale | Punteggio     |
| 1. | 10 maggio 2015 | Empire Trnava Cup, Trnava                                   | Terra rossa | Danka Kovinić        | 5–7, 3–6      |
| 2. | 27 maggio 2018 | Torneig Internacional Els Gorchs, Les Franqueses del Vallès | Cemento     | Paula Badosa Gibert  | 4–6, 6–3, 2–6 |

### Doppio

#### Vittorie (8)
| Torneo $100.000 (2) |
| Torneo $80.000 (0)  |
| Torneo $75.000 (0)  |
| Torneo $60.000 (0)  |
| Torneo $50.000 (1)  |
| Torneo $25.000 (4)  |
| Torneo $15.000 (0)  |
| Torneo $10.000 (1)  |

| N. | Data              | Torneo                                          | Superficie    | Compagna            | Avversarie in finale                   | Punteggio           |
| 1. | 28 gennaio 2012   | Segro International, Kaarst                     | Sintetico (i) | Anna Smolina        | Alexandra Artamonova Marina Mel'nikova | 6(6)-7, 6-2, [10-8] |
| 2. | 24 marzo 2012     | Spring Cup, Mosca                               | Sintetico (i) | Anna Arina Marenko  | Valentina Ivachnenko Kateryna Kozlova  | 3-6, 7-6(2), [10-6] |
| 3. | 20 settembre 2012 | Mari El Republic Cup, Joškar-Ola                | Cemento (i)   | Veronika Kapšaj     | Iryna Burjačok Valerija Solov'ëva      | 6-4, 2-6, [11-9]    |
| 4. | 23 febbraio 2013  | Winter Moscow Open, Mosca                       | Cemento (i)   | Polina Monova       | Maryna Zanevs'ka Valerija Solov'ëva    | 6-4, 2-6, [10-5]    |
| 5. | 7 giugno 2013     | Karshi Womens, Karshi                           | Cemento       | Polina Pekhova      | Veronika Kapšaj Teodora Mirčić         | 6-2, 6-1            |
| 6. | 29 marzo 2014     | Open GDF Suez Seine-et-Marne, Croissy-Beaubourg | Cemento (i)   | Ljudmyla Kičenok    | Kristina Barrois Eléni Daniilídou      | 6-2, 6-4            |
| 7. | 26 luglio 2014    | President's Cup, Astana                         | Cemento       | Vitalija D'jačenko  | Michaela Boev Anna-Lena Friedsam       | 6-4, 6-1            |
| 8. | 9 maggio 2015     | Empire Trnava Cup, Trnava                       | Terra rossa   | Julija Bejhel'zymer | Aleksandra Krunić Petra Martić         | 6-3, 6-2            |

#### Sconfitte (5)
| Torneo $100.000 (0) |
| Torneo $80.000 (0)  |
| Torneo $75.000 (1)  |
| Torneo $60.000 (0)  |
| Torneo $50.000 (1)  |
| Torneo $25.000 (3)  |
| Torneo $15.000 (0)  |
| Torneo $10.000 (0)  |

| N. | Data              | Torneo                                           | Superficie  | Compagna          | Avversarie in finale                 | Punteggio        |
| 1. | 29 dicembre 2011  | Siberia Cup, Tjumen'                             | Cemento (i) | Natela Dzalamidze | Dar'ja Kustova Ol'ha Savčuk          | 0–6, 2–6         |
| 2. | 26 gennaio 2013   | Open GDF SUEZ 42, Andrézieux-Bouthéon            | Cemento (i) | Ol'ha Savčuk      | Amra Sadiković Ana Vrljić            | 7–5, 5–7, [4–10] |
| 3. | 28 settembre 2013 | Open GDF SUEZ Clermont-Ferrand, Clermont-Ferrand | Cemento (i) | Al'jona Sotnikova | Michaëlla Krajicek Marta Domachowska | 7–5, 4–6, [8–10] |
| 4. | 8 febbraio 2014   | Open GDF Suez De L'Isere, Grenoble               | Cemento (i) | Kateryna Kozlova  | Sofia Šapatava Anastasyja Vasyl'eva  | 1–6, 4–6         |
| 5. | 10 maggio 2014    | Empire Trnava Cup, Trnava                        | Terra rossa | Evgenija Rodina   | Stephanie Vogt Zheng Saisai          | 4–6, 2–6         |

## Vittorie contro giocatrici Top 10
| Stagione | 2018 | 2019 | Totale |
| Vittorie | 1    | 1    | 2      |

| #    | Giocatrice      | Ranking | Evento                         | Superficie  | Turno | Punteggio        | Rank. MBR |
| ---- | --------------- | ------- | ------------------------------ | ----------- | ----- | ---------------- | --------- |
| 2018 |                 |         |                                |             |       |                  |           |
| 1.   | Kiki Bertens    | 10      | Austria Ladies Linz, Linz      | Cemento (i) | 2T    | 7-5, 2-6, 7-6(3) | 137       |
| 2019 |                 |         |                                |             |       |                  |           |
| 2.   | Elina Svitolina | 7       | Birmingham Classic, Birmingham | Erba        | 1T    | 6-3, 3-6, 6-4    | 62        |